# هيلمار أندرسون
هيلمار أندرسون (بالسويدية: Hjalmar Andersson)‏ هو منافس ألعاب قوى سويدي، ولد في 13 يوليو 1889 في Ljusnarsberg Municipality ‏ في السويد، وتوفي في 2 نوفمبر 1971 في Insjön ‏ في السويد.

## وصلات خارجية
- هيلمار أندرسون على موقع أوليمبيديا (الإنجليزية)
- هيلمار أندرسون على موقع اللجنة الأولمبية السويدية (السويدية)